# Блэк Леопардс
«Блэк Леопа́рдс» (англ. Black Leopards Football Club) — южноафриканский футбольный клуб из Полокване. Выступает в Премьер-лиге ЮАР. Домашние матчи проводит на стадионе «Питер Мокаба», вмещающем 41 733 зрителей.

## История
«Блэк Леопардс» был основан в 1983 году на территории бантустана Венда местными бизнесменами. В 1998 году новым владельцем команды стал местный бизнесмен Дэвид Тхидиела, с именем которого и связаны главные успехи клуба. Вплоть до сезона 2001/02 «Блэк Леопардс» ни разу не принимали участия в розыгрыше Премьер-лиги ЮАР, дважды выиграв «малые» золотые медали Второй лиги ЮАР. Однако, если в сезоне 1996/97 клубу из провинции Лимпопо не удалось выиграть переходный турнир за право участия в главном турнире страны, то по результатам сезона 2000/01 «Блэк Леопардс» автоматически отобрались в Премьер-лигу на следующий сезон. Далее последовали семь сезонов подряд в классе сильнейших, однако, без особых успехов — наивысшим достижением стали два восьмых места в сезонах 2001/02 и 2003/04. В течение последующих трех сезонов во Второй лиге ЮАР клуб из Полокване в третий раз выиграл «малые» золотые медали в розыгрыше 2009/10 и взял «серебро» в сезоне 2010/11. Однако, если в первом случае футболисты «Блэк Леопардс» выступили в переходном турнире неудачно, то во втором случае им сопутствовал успех, и сезон 2011/12 команда снова провела в элитном дивизионе.

## Достижения
- Чемпион Второй лиги ЮАР (Северный дивизион/Northern Stream) — 1 (1996/1997)
- Чемпион Второй лиги ЮАР (Внутренний дивизион/Inland Stream) — 2 (2000/2001, 2009/2010)